# Tomasi Puapua
Sir Tomasi Puapua, né le 10 septembre 1938, est un homme politique tuvaluan. Il est Premier ministre de 1981 à 1989 puis gouverneur général de 1998 à 2003. Il est chevalier grand-croix de l'ordre de Saint-Michel et Saint-Georges et chevalier commandeur de l'ordre de l'Empire britannique.

## Biographie
Il a été le deuxième Premier ministre des Tuvalu du 8 septembre 1981 au 16 octobre 1989. Dans un pays où le chef de son gouvernement change fréquemment, Puapua est réputé pour avoir été le Premier ministre ayant si longtemps siégé au pouvoir.
Les premières élections après l'indépendance n'auront lieu que le 8 septembre 1981. Vingt-deux candidats se sont disputé les douze sièges. Le Dr Tomasi Puapua a été élu Premier ministre avec une majorité de 7 voix contre 5, sur un groupe composé de membres du Parlement dirigés par l'ancien Premier ministre Toaripi Lauti. Tomasi Puapua a été réélu aux élections générales du 12 septembre 1985, continuant à occuper les fonctions de Premier ministre.
Les prochaines élections générales ont eu lieu le 26 mars 1989. Lors de la législature suivante, les députés ont élu Bikenibeu Paeniu. 
À la suite des élections générales du 25 novembre 1993, les députés se sont partagés à parts égales vis-à-vis du Premier ministre sortant Bikenibeu Paeniu et de Tomasi Puapua. En conséquence, le gouverneur général a dissous le Parlement le 22 septembre et une nouvelle élection a eu lieu le 25 novembre 1993. Le parlement élu après Kamuta Latasi comme Premier ministre le 10 décembre 1993. 
Il a été élu président du Parlement des Tuvalu (Palamene ou Tuvalu) sous le gouvernement de Kamuta Latasi de 1993 à 1998.
Après avoir exercé les fonctions de direction pendant de nombreuses années, Puapua a ensuite été gouverneur général de Tuvalu en tant que représentant de la reine Élisabeth II de 1998 à 2003, une fonction supérieure en termes de protocole mais de nature plus cérémonielle.
En 1998, il a été nommé chevalier de l'ordre le plus excellent de l'Empire britannique (KBE) pour ses services dans le domaine de la médecine, de la politique et de la communauté. 
En 2002, le Dr Puapua a été nommé plus tard dans l'ordre de Saint-Michel et Saint-Georges et au Conseil privé.